# Nea Fokea
Nea Fokea è un villaggio in Grecia.

## Geografia
È situata a nord della penisola di Kassandra, la più occidentale delle tre gambe della penisola calcidica e a 11 Km a Sud da Nea Pontidea. Si affaccia sul golfo di Toreoneos e fa parte del comune di Kassandra. Oltre alla spiaggia principale che si trova a Sud del villaggio, sono presenti molte calette riservate e pinete che si estendono fino al mare.
È meta ambita da molti turisti nel periodo estivo. Infatti la popolazione, caratterizzata in inverno da circa 2000 residenti, aumenta in estate fino a far registrare circa 10000 presenze. Viene raggiunta da tedeschi, bulgari e pochi italiani. Nea Fokea infatti non è una vera e propria cittadina è piuttosto un villaggio di pescatori.

## Storia
Le fonti ritrovate sul territorio ci raccontano una storia legata all’antico villaggio di Agios Pavlos, il quale si pensa sia stato distrutto tra il 1321 e il 1407. A partire dal 1407 i campi di questo territorio furono affidati ai monaci del metochio Agios Pavlos e a un gruppo di famiglie che si dedicarono all’agricoltura e alla pesca e alla riqualificazione della zona. Dall’antico porto le imbarcazioni del tempo raggiungevano e Salonicco e il Monte Athos. Dal 1423 sotto il dominio dei veneziani le fortificazioni vennero utilizzate a protezione dall’invasione ottomana. Ma a seguito dell’assedio di Tessalonica e la conseguente vittoria degli ottomani sui bizantini, anche Agios Pavlos fu sottomessa all’Impero Ottomano. Da allora la zona fu abbandonata finché nel 1590 fu venduta e annessa alle proprietà del Monte Athos. Nel 1684 di nuovo nelle mani dei Veneziani, guidati da Francesco Morosini fu saccheggiata e le sue torri date alle fiamme.
La storia più recente ci narra che il borgo riprende vitalità intorno al 1923 dall’insediamento di rifugiati greci provenienti da terre diventate di proprietà della Turchia, a seguito della catastrofe dell’Asia Minore. Furono gli stessi rifugiati a scegliere il nome del villaggio in onore della loro terra abbandonata da poco.

## Punti di interesse
Su una collinetta poco distante dal porticciolo svettano i resti archeologici legati al passato dell’antica città: la Torre Bizantina di Agios Pavlos e la tomba macedone risalente al IV secolo a.C.
Si narra che San Paolo, scappando dai suoi persecutori, riuscì a trovare la via di fuga in un miracoloso passaggio creatosi attraverso le mura della tomba macedone. Proprio per questo anche l’acqua presente all’interno dell’agiasma è ritenuta, da alcuni fedeli, santa.